# Kepler-90f
Kepler-90f es un planeta que orbita a la estrella Kepler-90 en la constelación de in Draco. El planeta es un Neptuno caliente.